# Kupferbeil von Steinbergen

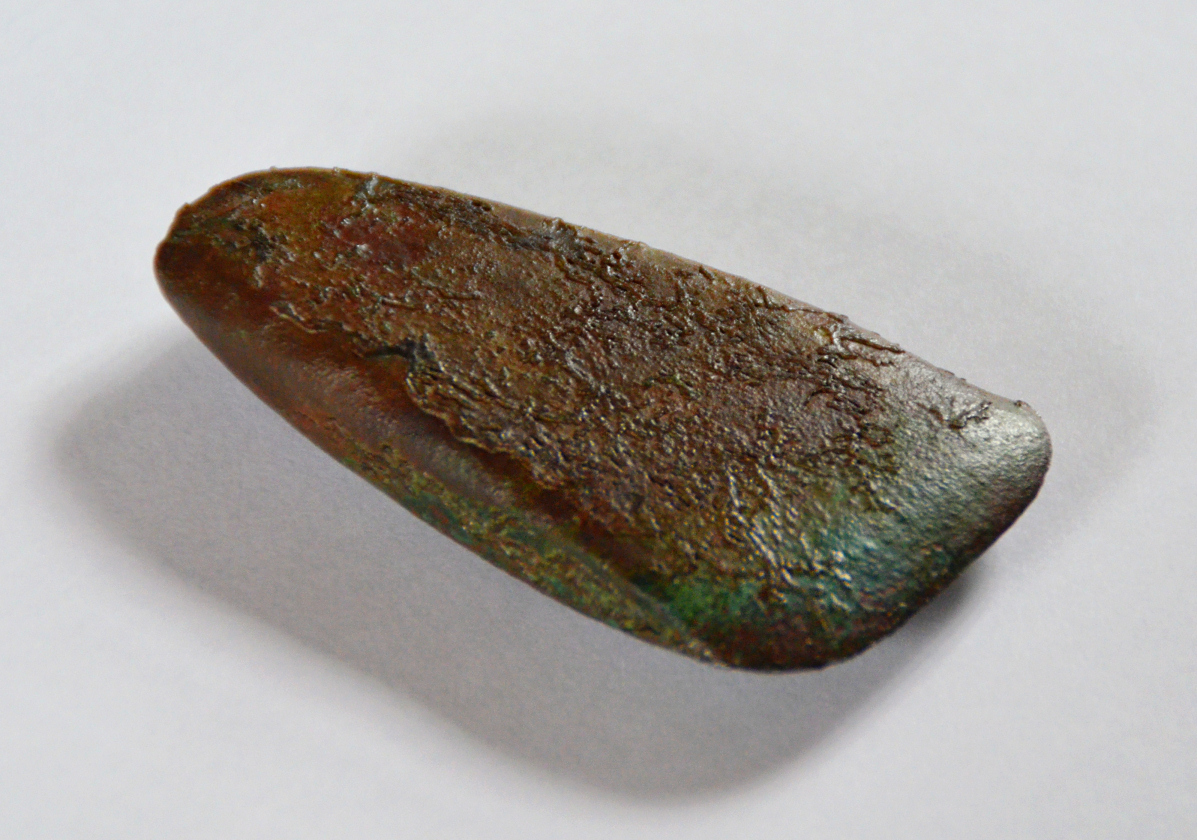
Kupferbeil von Steinbergen

Das Kupferbeil von Steinbergen ist ein jungsteinzeitliches Beil aus Kupfer, das 2011 auf einem markanten Bergsporn des Wesergebirges bei Steinbergen im Landkreis Schaumburg in Niedersachsen gefunden wurde. Das fast 10 cm lange Flachbeil wird aufgrund seiner Form in das 4. Jahrtausend v. Chr. datiert. Mit einem Alter von rund 5500 Jahren handelt es sich um das bisher älteste in Niedersachsen gefundene Artefakt aus Metall.

## Entdeckung
Im März 2011 fanden drei jugendliche Sondengänger das Kupferbeil auf dem Bergrücken der Hirschkuppe im Wesergebirge. Sie waren mit einem Metalldetektor auf der Suche nach Militaria, da es in diesem Bereich gegen Ende des Zweiten Weltkriegs im April 1945 zu Kämpfen zwischen deutschen und amerikanischen Militäreinheiten gekommen war. Ihre Suchaktion war illegal, weil sie nicht im Besitz einer vom Niedersächsischen Denkmalschutzgesetz geforderten amtlichen Genehmigung waren. Die Gruppe wurde im Wald vom Leiter des Rintelner Museums Eulenburg überrascht. Sie übergaben ihm das Fundstück zur weiteren wissenschaftlichen Untersuchung. Die Fundstelle wurde unverzüglich von Jens Berthold als Kommunalarchäologe der Schaumburger Landschaft archäologisch untersucht, was aber zu keinen weiteren Befunden führte.

## Fundstelle

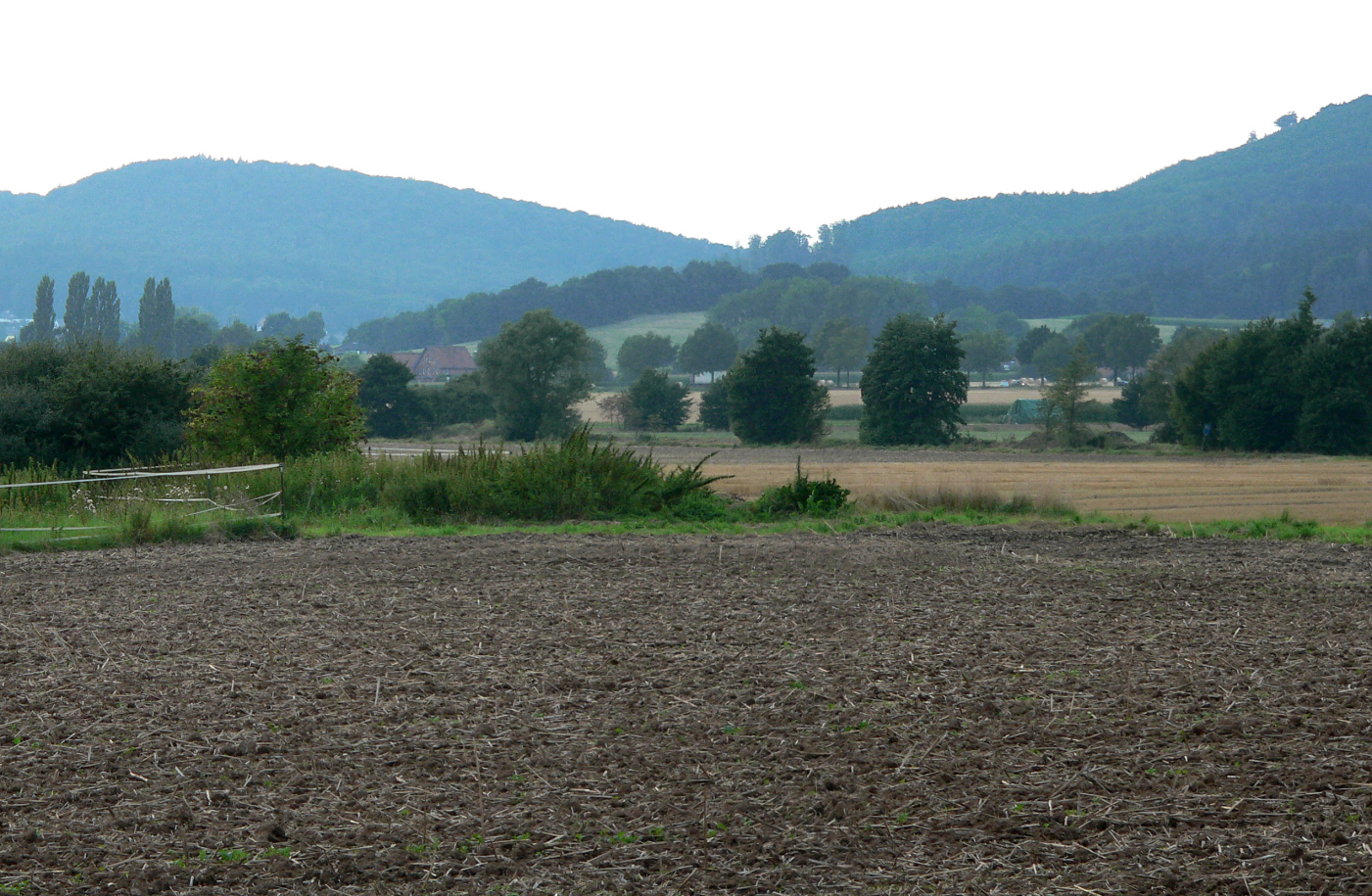
Links die Erhebung der Hirschkuppe als Fundort, in der Mitte der Einschnitt des Steinberger Passes

Fundort ist die zum Wesergebirge gehörige Erhebung Hirschkuppe, die eine Höhe von 250 m ü. NN aufweist und nordwestlich an Steinbergen angrenzt. Sie ist ein Geländesporn, der schroff nach Osten abfällt. Dort führt auf etwa 150 m ü. NN mit dem Steinberger Pass in Nord-Süd-Richtung ein alter Passweg durch das in West-Ost-Richtung verlaufende Wesergebirge. Die eigentliche Fundstelle befindet sich am Rande der Hirschkuppe unmittelbar an einer fast senkrecht nach Südost in Richtung Pass abfallenden Geländekante. Beim Fundort handelt es sich um eine exponierte Lage auf einem eindrucksvollen Sporn am Übergang des bergigen Weserberglandes zum norddeutschen Tiefland.

## Beschreibung
Beim Kupferbeil von Steinbergen handelt es sich um ein 403 Gramm schweres trapezförmiges Flachbeil mit einer Länge von 9,5 cm, einer Klingenbreite von 5,5 cm und einer Stärke von 1,7 cm. Anhand seiner Form wird es in die erste Hälfte bis in die Mitte des 4. Jahrtausends v. Chr. datiert. Es gehört zu den ersten Metallartefakten in Europa und es ist etwa so alt wie das im Jahr 1991 bei der Gletschermumie „Ötzi“ in den Alpen gefundene Kupferbeil. Das bei Steinbergen gefundene Beil trägt keinerlei Gebrauchsspuren, die beispielsweise als Arbeitsgerät auf einen Einsatz beim Baumfällen oder Jagen hinweisen.

## Metallurgische und archäometrische Untersuchungen

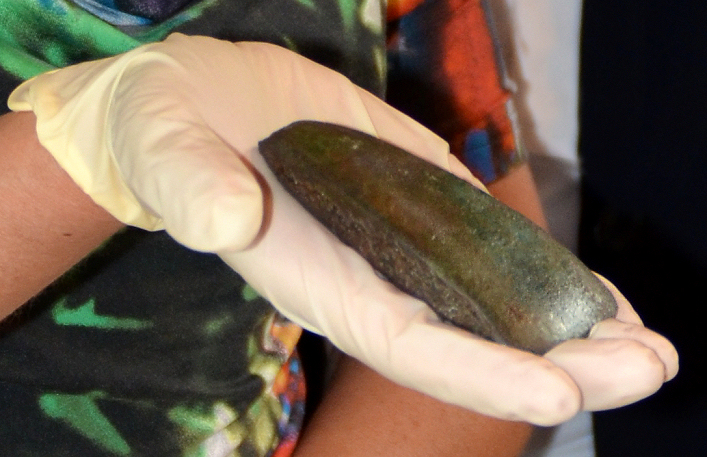
Das Kupferbeil bei der ersten Präsentation für die Öffentlichkeit, 2014

Laut der chemischen Analyse ist das Beil aus fast reinem Kupfer als Guss hergestellt worden. Dieses Fertigungsverfahren spricht für ein großes metallurgisches Können der Hersteller, da das Metall mit knapp 1100 Grad einen hohen Schmelzpunkt aufweist. Die chemische Analyse des Metalls erfolgte mit der nahezu zerstörungsfreien Methode der Laserablation in Verbindung mit Massenspektrometrie. Dabei ließ sich der Spurenelementfingerabdruck anhand der Arsenanteile und mittels der Bleiisotopie ermitteln, der auf eine Kupferlagerstätte in den Ostalpen weist.
Bei archäometrischen Untersuchungen wurden auf der Oberfläche des Beils Phosphatanreicherungen festgestellt, die auf ein langes Anhaften tierischen Materials hindeuten. Dies spricht für eine Schäftung des Beils, wobei die Verwendung von Holz und eine Lederumwicklung zwecks Stabilisierung wahrscheinlich ist. Außerdem wurden am Beil Spuren eines weiteren, nicht mehr vorhandenen Kupferobjektes festgestellt. Dieses Objekt, das über Jahrtausende im Verbund mit dem Kupferbeil lag, wurde zu einem nicht bekannten Zeitpunkt entfernt. Die archäometrische Analyse der Spuren ergab, dass das Herkunftsgebiet des weiteren Kupferobjektes östlich der Ostalpen liegt.
Die metallurgischen und archäometrischen Untersuchungen des Kupferbeils wurden vom Institut für Anorganische Chemie der Universität Hannover vorgenommen, und zwar vom Arbeitskreis Archäometrie unter Leitung des Chemikers Robert Lehmann, der bei niedersächsischen Archäologieprojekten als Hauptanalytiker für Metalluntersuchungen tätig ist. Grundlage der Untersuchungen ist ein Kooperationsabkommen zu interdisziplinären Forschungen, das im Jahr 2011 zwischen der Universität Hannover und dem Niedersächsischen Landesamt für Denkmalpflege unter der Schirmherrschaft des Niedersächsischen Ministeriums für Wissenschaft und Kultur geschlossen wurde. Seither gab es eine Reihe archäometrischer Projekte, wie Untersuchungen zur eisenzeitlichen Moorleiche „Moora“, zum bronzezeitlichen Goldhort von Gessel und zur Montanarchäologie des Harzes.

## Kulturhistorische Einordnung
Das Beil wird als Zeugnis früher Bauernkulturen im Gebiet des heutigen Niedersachsens angesehen. Kupferbeile aus der Jungsteinzeit, wie das aus Steinbergen, finden sich vor allem im südöstlichen Mitteleuropa und im südlichen Skandinavien. Zu dieser Zeit bestanden im Gebiet des heutigen Niedersachsens nebeneinander zwei unterschiedliche Kulturen. In Südniedersachsen sowie in Mittel- und Süddeutschland hatte sich die Neolithisierung bereits im 6. Jahrtausend v. Chr. vollzogen, während dieser Prozess im norddeutschen Tiefland erst etwa 1000 Jahre später einsetzte. Der niedersächsische Landesarchäologe Henning Haßmann vermutet, dass sich im Rahmen dieses Umwälzungsprozesses jungsteinzeitliche Eliten des Nordens das Beil als kostbares Prestigeobjekt aus dem Ostalpenraum beschafft haben. Das würde auch das Fehlen von Nutzungsspuren am Beil erklären. Auch deute der Fund auf eine Mittlerrolle des heutigen Niedersachsens für den Transport von Kupfer aus den Lagerstätten im Süden nach Nordeuropa, wobei die Weser als Handelsroute eine Rolle gespielt haben könnte.
Spuren an der Oberfläche des Beils weisen darauf hin, dass es lange im Verbund mit einem weiteren, heute nicht mehr vorhandenen Kupferobjekt lag. Dies lässt eine intentionelle Deponierung als Hort in exponierter Lage auf einem eindrucksvollen Sporn vermuten. Der Fundort liegt am Übergang des bergigen Weserberglandes zum norddeutschen Tiefland und damit an der Schwelle zwischen den beiden damaligen steinzeitlichen Räumen. Laut den Archäologen könnte eine Ablage an diesem Ort eine territoriale Markierung dargestellt haben.

## Präsentation

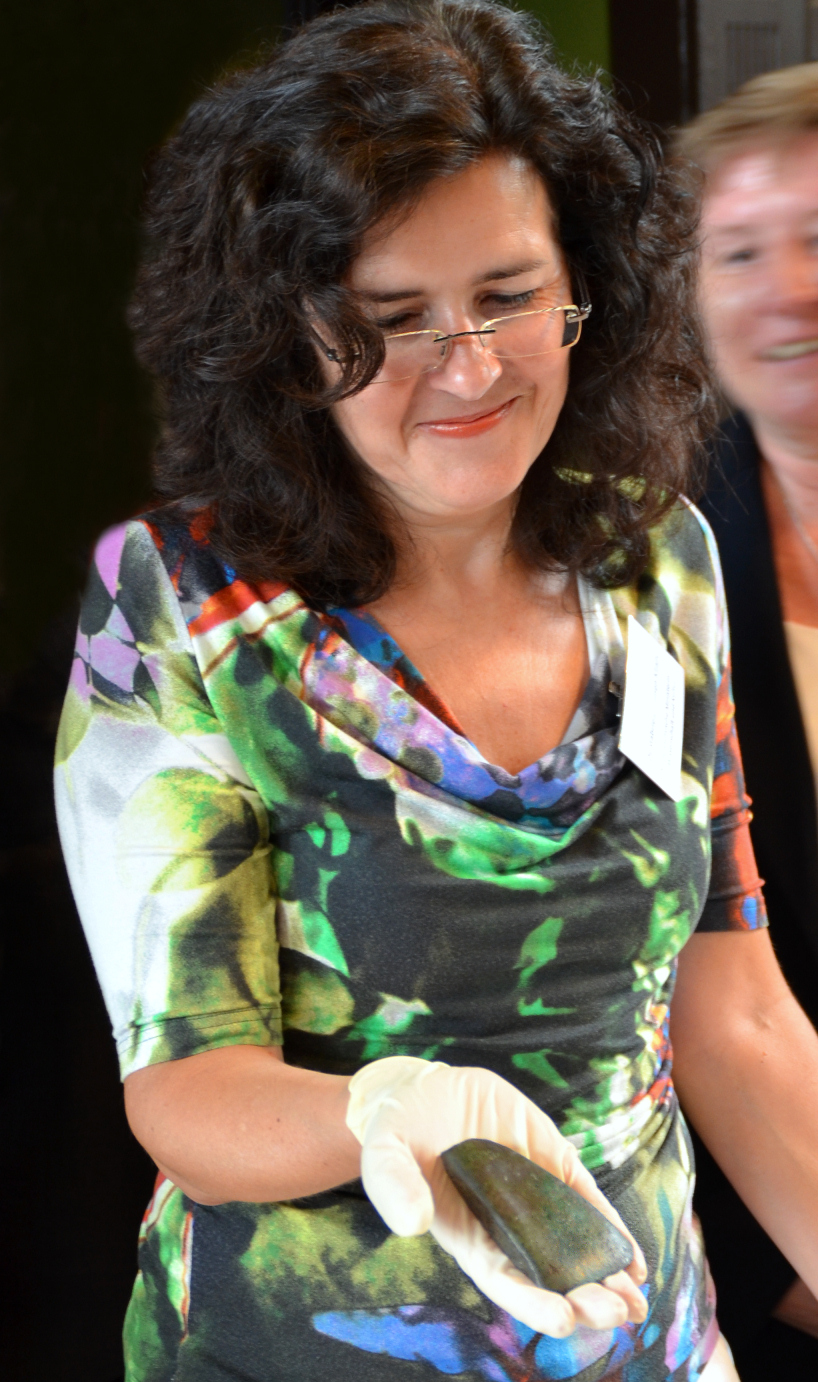
Erste Präsentation durch damalige Wissenschaftsministerin Gabriele Heinen-Kljajić, 2014

Der Öffentlichkeit wurde das 2011 gefundene Kupferbeil nach Restaurierung, Dokumentation und archäometrischen Untersuchungen erstmals am 29. Juli 2014 vorgestellt. Dies erfolgte in der Universität Hannover in Anwesenheit des Präsidenten Erich Barke, der Niedersächsischen Ministerin für Wissenschaft und Kultur Gabriele Heinen-Kljajić und des Leiters des Niedersächsischen Landesamtes für Denkmalpflege Stefan Winghart. Bei diesem Anlass erläuterten Wissenschaftler die interdisziplinäre Erforschung des Fundes. Das Kupferbeil wurde im Jahre 2015 im Original mehrere Monate in Rinteln im Museum Eulenburg gezeigt. Seither ist es dort als täuschend echte Kopie zu sehen, die mittels Stereolithografie angefertigt wurde. Ab Oktober 2015 wird das Kupferbeil in der Dauerausstellung des Niedersächsischen Landesmuseums in Hannover gezeigt.
Vom 21. September 2018 bis 6. Januar 2019 wurde das Kupferbeil im Martin-Gropius-Bau in Berlin in der Ausstellung Bewegte Zeiten. Archäologie in Deutschland gezeigt, die aus Anlass des Europäischen Kulturerbejahres 2018 stattfand.